# مونشاوزن ام شریشتنبرگ
مونشاوزن ام شریشتنبرگ (به آلمانی: Münchhausen) یک شهر در آلمان است که در ماربورگ-بیدنکپف واقع شده‌است. مونشاوزن ام شریشتنبرگ ۳٬۵۲۴ نفر جمعیت دارد.